# Európai viharfecske
Az európai viharfecske (Hydrobates pelagicus) a madarak (Aves) osztályának a viharmadár-alakúak (Procellariiformes) rendjébe, ezen belül a viharfecskefélék (Hydrobatidae) családjába tartozó Hydrobates madárnem egyetlen faja.

## Előfordulása
Európa és Afrika keleti tengerparti sávjában és a Földközi-tengernél költenek. A telet a tengereken töltik. A viharfecskék legnagyobb kolóniája Nólsoy szigetén (Feröer középső részén) található.

## Alfajai
- Hydrobates pelagicus melitensis (Linnaeus, 1758)
- Hydrobates pelagicus pelagicus (Schembri, 1843)

## Megjelenése
A viharfecskék a legkisebb termetű és a legfinomabb felépítésű tengeri madarak. Nem félnek az ember jelenlététől, sok fajuk követi a hajókat és ilyenkor a nyomdokvízből táplálkoznak, némelyek a halászhajókról kidobott hulladékot várják. A fajra a 15–16 centiméteres testhossz a jellemző, szárnyfesztávolsága 38–42 centiméter, testtömege 38 gramm. Tollruhájára a barna szín a jellemző, fehér farokcsíkját kivéve. Talajüregben sziklák gyökere között vagy bokrok alatt fészkelnek.1 fehér, néha foltos tojást raknak, mely 40–50 nap alatt kel ki.
|  |

## Életmódja
A hullámok mozgását követve, puhatestűekkel, apró rákokkal és kisebb halakkal táplálkoznak, melyeket repülés közben kapnak fel a vízből nagyon ritkán ülnek le a vízre.

## Szaporodása
Üregekben, telepesen fészkel.
|  |